# Kopuła pozorna

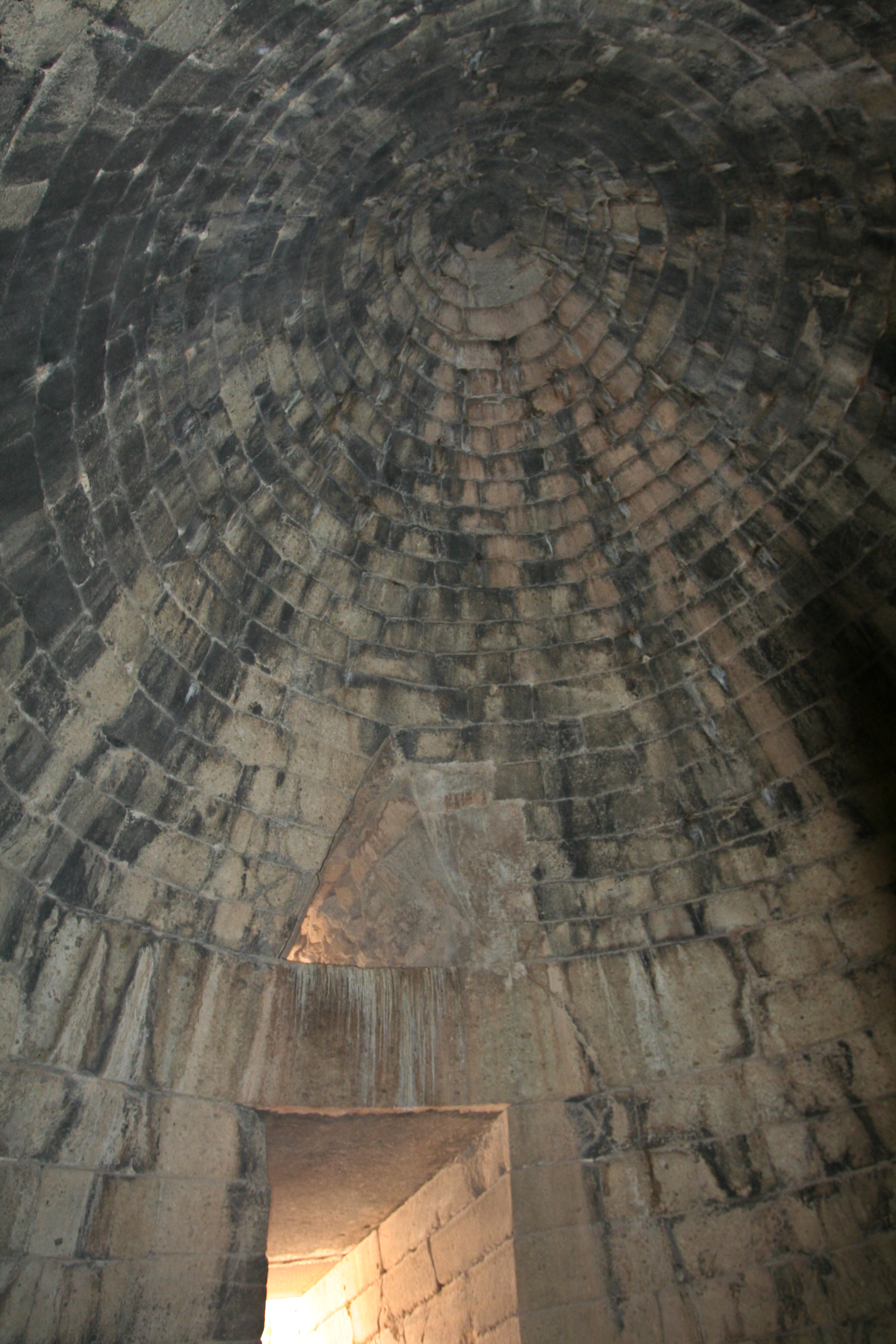
Kopuła pozorna w skarbcu Atreusza

Kopuła pozorna (kopuła fałszywa, pozorne sklepienie kopułowe) – typ krycia dużych budowli okrągłych, stosowany w starożytności do czasów rzymskich. Kopuły takie były ścianami w systemie ciosowym, powstałymi poprzez coraz to większe wysuwanie płasko leżących warstw kamieni ku wnętrzu komory. Ten typ sklepienia charakterystyczny był szczególnie dla grobowców mykeńskich (XV-XII w.p.n.e.). Zabytkiem tego typu jest skarbiec Atreusza.